# Ceasul public din Brăila
Ceasul public din Brăila este un monument istoric aflat pe teritoriul municipiului Brăila. La momentul actual (17 iulie 2024), monumentul este in renovare (transportat la București) și durata lucrărilor va fi de 2 ani de zile.
Această piesă într-un stil care e o combinație între neobaroc și Art Nouveau pentru decorarea parcurilor și grădinilor, produsă de firma cehă Carol Sakar, cu dimensiunile aproximative - 1150x192x192 cm, a fost instalată în 1909.